# Sarsawan
Sarsawan es una ciudad censal situada en el distrito de Lucknow en el estado de Uttar Pradesh (India). Su población es de 10655 habitantes (2011). 

## Demografía
Según el censo de 2011 la población de Sarsawan era de 10655 habitantes, de los cuales 5548 eran hombres y 5107 eran mujeres. Sarsawan tiene una tasa media de alfabetización del 79,13%, superior a la media estatal del 67,68%: la alfabetización masculina es del 85,16%, y la alfabetización femenina del 72,62%.